# Santa Rosa megye (Florida)
Santa Rosa megye az Amerikai Egyesült Államokban, azon belül Florida államban található. Megyeszékhelye és legnagyobb városa Milton. Lakosainak száma 188 000 fő (2020. április 1.). Santa Rosa megye Escambia, Escambia és Okaloosa megyékkel határos.

## Népesség
A megye népességének változása:
| Lakosok száma | 152 895 | 155 787 | 158 575 | 161 096 | 167 040 | 188 000 |
|               | 2010    | 2011    | 2012    | 2013    | 2015    | 2020    |